# Gabriele Dönig-Poppensieker
Gabriele Dönig-Poppensieker (* 7. Juni 1959 in Bochum) ist eine deutsche Politikerin (ehemals SPD).

## Leben
Dönig-Poppensieker erlangte 1975 in Bochum die mittlere Reife und absolvierte anschließend eine Ausbildung zur Bürogehilfin. Danach war sie in Dortmund bei der Deutschen Bundespost tätig und holte am Abendgymnasium das Abitur nach. Ein Studium an der Universität Dortmund schloss sie als Diplomingenieurin ab. Nach dem Referendariat wurde sie 1996 Dezernentin in Werdohl, ehe sie nach Syke wechselte. 1999 wurde sie Senatorin und Erste Stellvertreterin des Oberbürgermeisters in Greifswald.
2006 war Dönig-Poppensieker Kandidatin von SPD, Bündnis 90/Die Grünen und FWG bei der Wahl zum Landrat des Kreises Warendorf, bei der sie mit 39,5 Prozent der Stimmen dem CDU-Kandidaten Olaf Gericke unterlag.
Im Jahr darauf kandidierte sie 2007 für das Amt des Oberbürgermeisters von Filderstadt. Sie setzte sich im zweiten Wahlgang mit 57,14 Prozent durch und wurde somit Nachfolgerin Peter Bümleins. Am 19. März 2012 gab Dönig-Poppensieker ihren Austritt aus der SPD bekannt. Auslöser war ein Streit zwischen ihr und der SPD-Fraktion über die Wiederbesetzung einer Sekretärinnenstelle am örtlichen Eduard-Spranger-Gymnasium (seit 2019 Elisabeth-Selbert-Gymnasium).
Nach acht Jahren kandidierte sie am 5. Juli 2015 für eine zweite Amtsperiode als Oberbürgermeisterin. Sie unterlag im ersten Wahlgang mit 32,9 Prozent ihrem CDU-Herausforderer Christoph Traub, der mit 50,97 Prozent die absolute Mehrheit erzielte.